# Complesso di Santa Monica

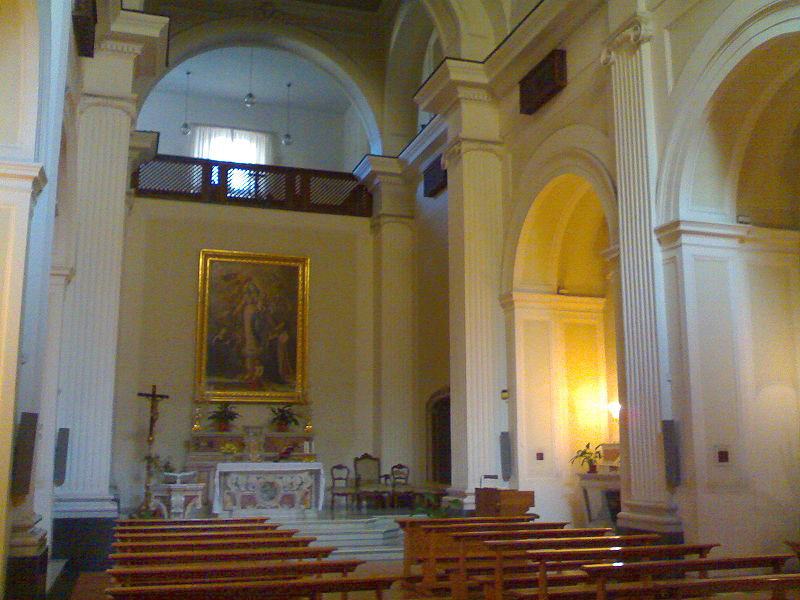
L'interno

Il complesso di Santa Monica è una struttura storico-religiosa di Napoli; è locata nel centro storico della città, nell'omonima via.

## Descrizione
Il complesso, risalente al 1646, fu voluto da alcuni napoletani della zona. La struttura ha lasciato importanti documenti circa la sua storia che l'hanno collocato tra i più rilevanti monasteri femminili di Napoli e del Mezzogiorno controriformato. L'edificio fu gestito dalle Agostiniane, le quali vennero momentaneamente espulse durante il periodo della Napoli francese.
Le sue rilevanti tracce cartacee (oggi conservate all'Archivio di Stato di Napoli e nell'Archivio Diocesano), non testimoniano solo le vicende artistiche ed architettoniche del fabbricato, ma mostrano anche le varie controversie giuridiche, sociali e culturali delle donne del Sud Italia di quell'epoca; in particolare, viene messo in luce il loro rapporto con la religione.
Le fonti trattano i più svariati argomenti: dalla gestione economica e finanza, la cui figura di rilievo fu Manuela Scaramuzzino, al prospetto riassuntivo delle votazioni per le elezioni del priore di Santa Monica, dal 1647 al 1816. Il complesso appare anche nella carta del duca di Noja del 1775 e nella carta della platea della Costigliola di Giovan Giacomo Di Conforto aggiornata agli inizi del XVIII secolo. Nella Seconda Guerra Mondiale fu gravemente danneggiata dai bombardamenti sulla città.

Architettonicamente, da quanto pervenuto, l'interno della chiesa è a pianta rettangolare con altare maggiore in marmi policromi sovrastato da una grande tela, probabilmente opera di Nicola Malinconico. L'esterno è anch'esso molto semplice, caratterizzato da un portale in piperno. Il monastero, le cui parti furono cedute in più occasioni, oggi ospita una congregazione che gestisce una scuola elementare. Tra i suoi acquirenti ricordiamo in particolare Leonilda dei marchesi Gomez y de Arce, un'importante figura religiosa cittadina impegnata in opere di beneficenza e assistenza alle orfane.